# Алессио, Анджело
Анджело Алессио (итал. Angelo Alessio; род. 29 апреля 1965, Каппачио-Скало, Кампания) — итальянский футболист и тренер.

## Карьера
В качестве футболиста несколько лет выступал за «Ювентус», с котором в 1990 году побеждал в Кубке УЕФА. Также хавбек играл за другие клубы Серии А: «Авеллино», «Болонью» и «Бари».
Став тренером, некоторое время работал в «Наполи» и самостоятельно возглавлял коллективы из низших лиг. Затем долгое время ассистировал Антонио Конте, с которым прошёл путь от «Сиены» до «Челси». В 2012 году вместе с Массимо Каррерой подменял Конте во время его четырёхмесячной дисквалификацию за недоносительство о договорных матчах в ходе сезона 2010/11.
В ноябре 2017 года итальянец рассматривался как один из кандидатов на должность главного тренера сборной Узбекистана.
В июне 2019 года итальянец возобновил самостоятельную карьеру наставника, возглавив шотландского клуба «Килмарнок».

## Достижения
- Обладатель Кубка УЕФА: 1989/90.
- Обладатель Кубка Италии: 1989/90.